# 枫桥镇
枫桥镇，是中华人民共和国浙江省紹興市诸暨市下辖的一个乡镇级行政单位。著名的枫桥“三贤”王冕、陈洪绶、杨维桢在中国书法、绘画和艺术史上享有崇高地位。

## 行政区划
枫桥镇下辖以下地区：
天竺社区、百树社区、先进村、洄村、霞朗桥村、阳春村、全堂村、大溪村、屠家坞村、楼家村、陈家村、海角村、枫一村、钟山村、枫源村、乐山村、齐东村、永宁村、新择湖村、栎桥村、魏廉村、西奕村、杜黄新村、三江村、马岭村、东三新村、四联村、新东坞村、大干溪村和梅苑村。

## 文化
- 2017年10月11日，中华文学基金会授予枫桥镇“中国诗歌小镇”称号。
- 海瑞曾在小池碧岩上亲书“海眼”。“九里红枫”、“十里梅园”、“小天竺”等。